# Kangnasaurus
A Kangnasaurus (jelentése 'Kangnas-gyík' lelőhelyére, Farm Kangnasra utalva) az iguanodontia ornithopoda dinoszauruszok egyik neme, melyet kora kréta korinak feltételezett kőzetekben fedeztek fel Dél-Afrikában. Egy fog és néhány feltehetően hozzá tartozó, koponya alatti (posztkraniális) maradvány alapján ismert, ezért rendszerint kétséges nemnek tekintik. Lehetséges, hogy hasonlított a Dryosaurusra.

## Anatómia és történet
A Kangnasaurus neve Sidney H. Haughtontól származik. Típusfaja a K. coetzeei. A holotípusa az Iziko SA Múzeum SAM 2732 azonosítójú lelete, egy fog, amire a dél-afrikai Cape Province-tól északra, az Orange folyó völgyében levő Farm Kangnasnél, egy kútban találtak rá. Az ottani kőzetek kora tisztázatlan, de feltehetően a kora kréta korban jöttek létre. Haughton szerint az SAM 2732 egy felső állcsontból származik, Michael Cooper azonban 1985-ben állkapocscsonti fogként azonosította. Ez következményekkel járt az osztályozását illetően: Haughton úgy vélte, hogy a fog egy iguanodontidáé volt, míg Cooper szerint egy olyan állaté lehetett, mint a bazális ornithopodák közé tartozó Dryosaurus.
Haughton több más fosszíliáról is a Kangnasaurus lehetséges maradványaként készített leírást. Ezek közé öt részleges combcsont, egy részleges combcsont és sípcsont, egy részleges lábközépcsont, egy részleges sípcsont és lábfej, valamint csigolyák és beazonosítatlan csontok tartoznak. A csontok egy része nyilvánvalóan más üledékből származik, és Haughton nem volt biztos abban, hogy mind az általa létrehozott új nemhez tartozik. Cooper szintén bizonytalan volt, de a példányokat úgy írta le, mintha azok a Kangnasaurushoz tartoznának.
A Kangnasaurust rendszerint kétséges nemnek tekintik, bár a dryosauridákról szóló 2007-es áttekintésben José Ruiz-Omeñaca és kollégái potenciálisan érvényesnek találták, és a combcsont részletei alapján különböztették meg a család többi tagjától. A Kangnasaurus más bazális iguanodontiákhoz hasonlóan két lábon járó növényevő volt.

## Fordítás
- Ez a szócikk részben vagy egészben a Kangnasaurus című angol Wikipédia-szócikk ezen változatának fordításán alapul.  Az eredeti cikk szerkesztőit annak laptörténete sorolja fel. Ez a jelzés csupán a megfogalmazás eredetét és a szerzői jogokat jelzi, nem szolgál a cikkben szereplő információk forrásmegjelöléseként.